# Walter Behrendt (architecte)
Walter Curt Behrendt (16 décembre 1884 à Metz- 26 avril 1945, à Norwich) est un architecte et urbaniste germano-américain.

## Biographie
Walter Curt Behrendt naît à Metz, une ville de garnison animée d'Alsace-Lorraine. Il étudie à l'université technique de Berlin, de Charlottenburg, à Munich et à Dresde. À partir de 1912, Walter Behrendt rentre au service de l'État prussien. De 1912 à 1919, il travaille pour le ministère des Travaux publics. De 1919 à 1926, Behrendt travaille au ministère de l'Urbanisme et du Logement. De 1927 à 1933, Walter Behrendt est Conseiller au ministère des finances, chargé de la surveillance de tous les projets de construction publique. À partir de 1926, Behrendt adhère à l’association des architectes "Der Ring" . Walter Behrendt publie régulièrement des articles dans des revues et des journaux, notamment dans le Frankfurter Zeitung.
Compte tenu de la dégradation de la situation politique en Allemagne, Walter Behrendt émigre aux États-Unis en 1934. Il travaille alors dans différents domaines, principalement l'urbanisme et le logement. De 1937 à 1941, Walter Behrendt est professeur d'urbanisme à l'Université de Buffalo. En 1941, il obtient la citoyenneté américaine. Le 26 avril 1945, Walter Behrendt s'éteint à Norwich, dans le Vermont.

## Publications
- Alfred Messel. Cassirer, Berlin, 1911.
- Neue Aufgaben der Baukunst. Stuttgart, Berlin, 1919.
- Der Kampf um den Stil im Kunstgewerbe und in der Architektur. 1920.
- Städtebau und Wohnungswesen in den Vereinigten Staaten. 2. Auflage, Berlin, 1927.
- Der Sieg des neuen Baustils. Akademischer Verlag Dr. Fritz Wedekind & Co., Stuttgart, 1927.
- Die holländische Stadt. Berlin, 1928.
- Modern Building. Its nature, problems and forms. New York, 1937.

Articles importants:
- Über die deutsche Baukunst der Gegenwart. In: Kunst und Künstler, Heft, 1914, (p. 263-276, p. 328-340, p. 373-383).
- Das Stadtproblem. In: Kunst und Künstler, Heft 21/1922/1923, (p. 171-179).
- Die Architektur auf der Großen Berliner Kunstausstellung 1924. In: Kunst und Künstler, Heft 22/1923/1924, (p. 347-352).
- Das erste Turmhaus in Berlin. In: Die Woche, Nr. 9 du 4 mars 1922, (p. 193-194).
- Das Hochhaus. In: Kunst und Künstler, Heft 22/1923/1924, (p. 175-181).
- Skyscrapers in Germany. In: Journal of the American Institute of Architects 1923, (p. 365-370).
- Vom neuen Bauen. In: Zentralblatt der Bauverwaltung, 48. Jahrgang 1928, Nr. 41 (du 10 octobre 1928), (p. 657-662).
- Berlin wird Weltstadt-Metropole im Herzen Europas. In: Das neue Berlin, Heft 5/1929, (p. 98-101).